# クリスティアン・リントナー
クリスティアン・ヴォルフガング・リントナー（Christian Wolfgang Lindner, 1979年1月7日 - ）はドイツの政治家。自由民主党（FDP）党首、 ショルツ内閣で財務大臣を務めた（2021年12月8日 - 2024年11月7日）。

## 来歴

### 前半生
ヴッパータール生まれ。父ヴォルフガング・リントナーは、ヴェルメルスキルヒェンのギムナジウムで数学と計算機科学の教師を務めていた。1998年にギムナジウムを卒業後、1999年から2006年までボン大学にて政策科学を学んだ。進学前の兵役義務には従事せず代替役で済ませていたが、大学在学中に「兵役忌避者と呼ばれるのを避けるため」ドイツ連邦空軍の予備役士官養成課程を履修、2002年に予備役中尉に任官した。2011年には予備役大尉に昇進している。2000年にインターネット会社の共同設立者となったが、翌年にはこの会社から離れた。この会社は後に破産している。

### 政界入り
1995年にFDPへ入党。1998年以降ノルトライン＝ヴェストファーレン州でFDPの幹部を務め、2004年から2010年2月まで州レベル事務総長の座にあった。この間2000年に地方議会議員に初当選を果たし（任期は2009年まで）、2007年には連邦レベルの幹部となった。
2009年連邦議会議員に初当選、同年12月には連邦レベルの事務総長にも就いたが、2011年12月に突如辞任を表明。翌2012年に行われたノルトライン＝ヴェストファーレン州議会議員選挙に初当選し、FDPの会派代表に就いた。なお、この選挙でFDPは8.6%の得票率を獲得。
2013年ドイツ連邦議会選挙では、FDPは1949年以来初めて、議席獲得に必要な5%の得票率に届かなかったため、同選挙の後で党首のフィリップ・レスラーが辞任、これに代わってリントナーがFDP党首に就任した。2014年欧州議会選挙でも党勢は振るわなかったが、2015年の党大会で党首に再選された。FDP首相候補として選挙戦を指揮した2017年ドイツ連邦議会選挙で当選を果たし、ドイツ連邦議会議員に返り咲くと共に、連邦議会議員団長に選出された。
2021年ドイツ連邦議会選挙では、FDPは92議席を得て議会第4党となり、同年12月にはドイツ社会民主党(SPD)、緑の党とFDPによる三党連立のショルツ内閣が発足。
2025年度の予算案を巡ってはショルツ首相と対立。リントナーは歳入不足解消のため新規借り入れを制限するルールを一時的に凍結するショルツ首相の案を拒否したため、2024年11月6日にショルツより財務大臣を更迭された。これに伴いリントナーはFDPを連立政権から離脱させることを表明した。この結果、ショルツは解散総選挙を選択。FDPは政権崩壊の引き金を引いた形となったが、2025年連邦議会選挙では得票率が4.33％と阻止条項の5％を超えられず、議席獲得はならなかった。選挙結果を受け、リントナーは党首を辞任し、政界引退も表明した。

## 人物
2009年から交際していたジャーナリストの女性と2011年に結婚した。教派は無教会である。